# Pitons
Das Pitons-Naturschutzgebiet (englisch Pitons Management Area) ist ein etwa 2.909 Hektar großes Schutzgebiet im Südwesten der Insel St. Lucia, wenige Kilometer südlich der Stadt Soufrière. Das Gebiet wurde 2004 aufgrund seiner außergewöhnlichen landschaftlichen Schönheit, geologischen Vielfalt und seines Artenreichtums in die Liste des UNESCO-Weltnaturerbes aufgenommen.

## Beschreibung
Das Schutzgebiet umfasst:
- die Caldera Qualibou mit mehreren später entstandenen Vulkandomen,
- die beiden markanten, erkalteten Vulkankerne Gros Piton (770 m, südlicher und höher) und Petit Piton (743 m), die durch den Piton-Mitan-Kamm miteinander verbunden sind,
- ein Geothermalfeld mit Schwefelfumarolen und Thermalquellen (Sulfur Springs),
- verschiedene Vegetationszonen wie tropischen und subtropischen Regenwald, Trockenwald und seltene Elfenwälder auf den Gipfeln,[1]
- ein marines Gebiet mit artenreichen Korallenriffen, die etwa 60 % des Meeresgebiets einnehmen.[1]

Das Gebiet beherbergt trotz seiner vergleichsweise kleinen Ausdehnung eine große Artenvielfalt. Dokumentiert sind mindestens 148 Pflanzenarten und 27 Vogelarten, darunter endemische Orchideenarten und Vogelarten wie der St.-Lucia-Papagei (Amazona versicolor). Zu den weiteren seltenen Tier- und Pflanzenarten gehören u. a. der St.-Lucia-Schlangenhalsvogel und spezifische tropische Fledermausarten.
Historische Funde wie Petroglyphen und Artefakte weisen auf eine frühe Besiedlung durch Amerindianer (Kariben) hin.

## UNESCO-Welterbe
Das Schutzgebiet wurde 2004 nach den Kriterien (vii) – außergewöhnliche Naturschönheit – und (viii) – bedeutende geologische Prozesse und Formationen – als Weltnaturerbe anerkannt.

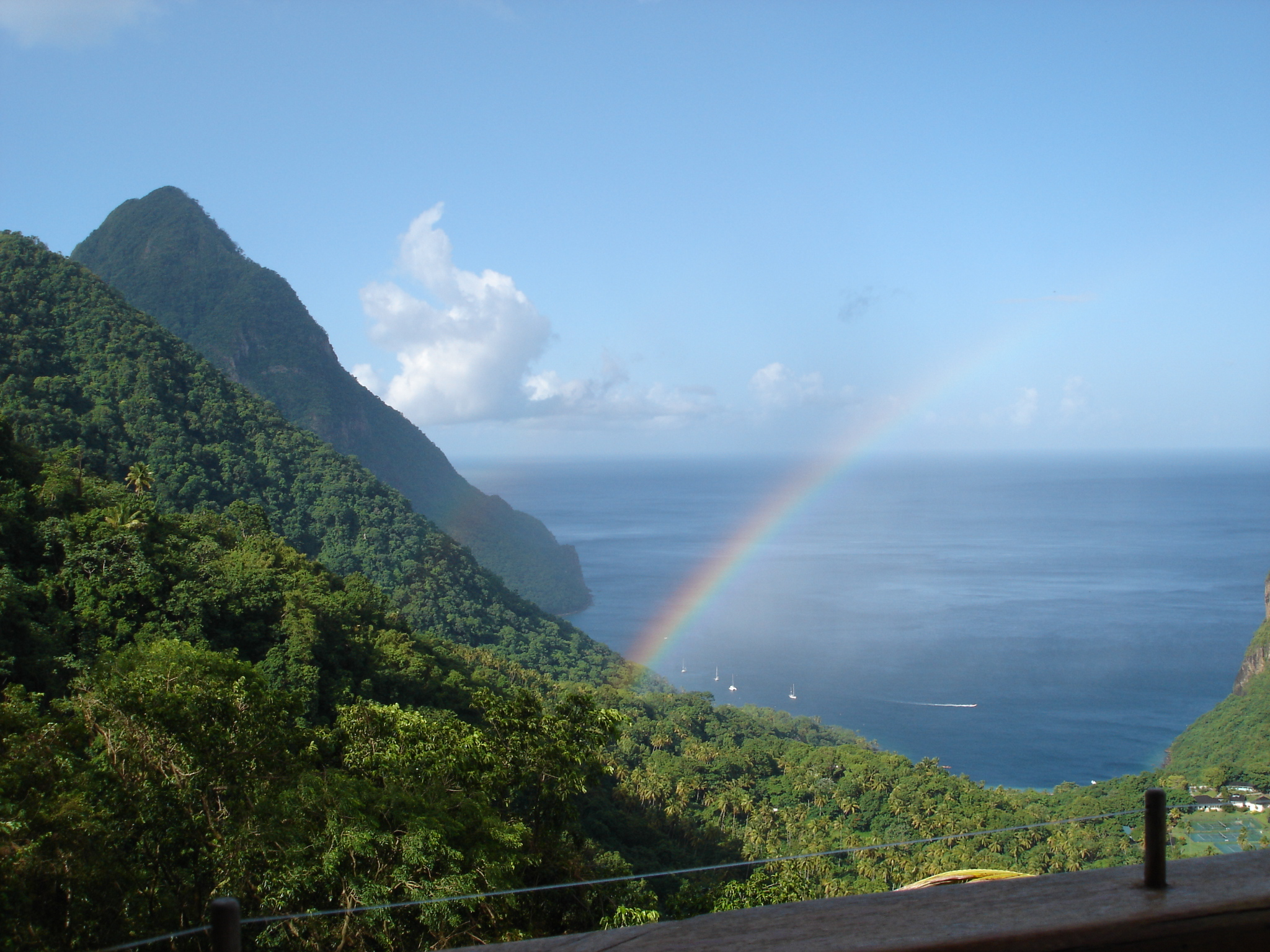
Gros Piton (links im Hintergrund)
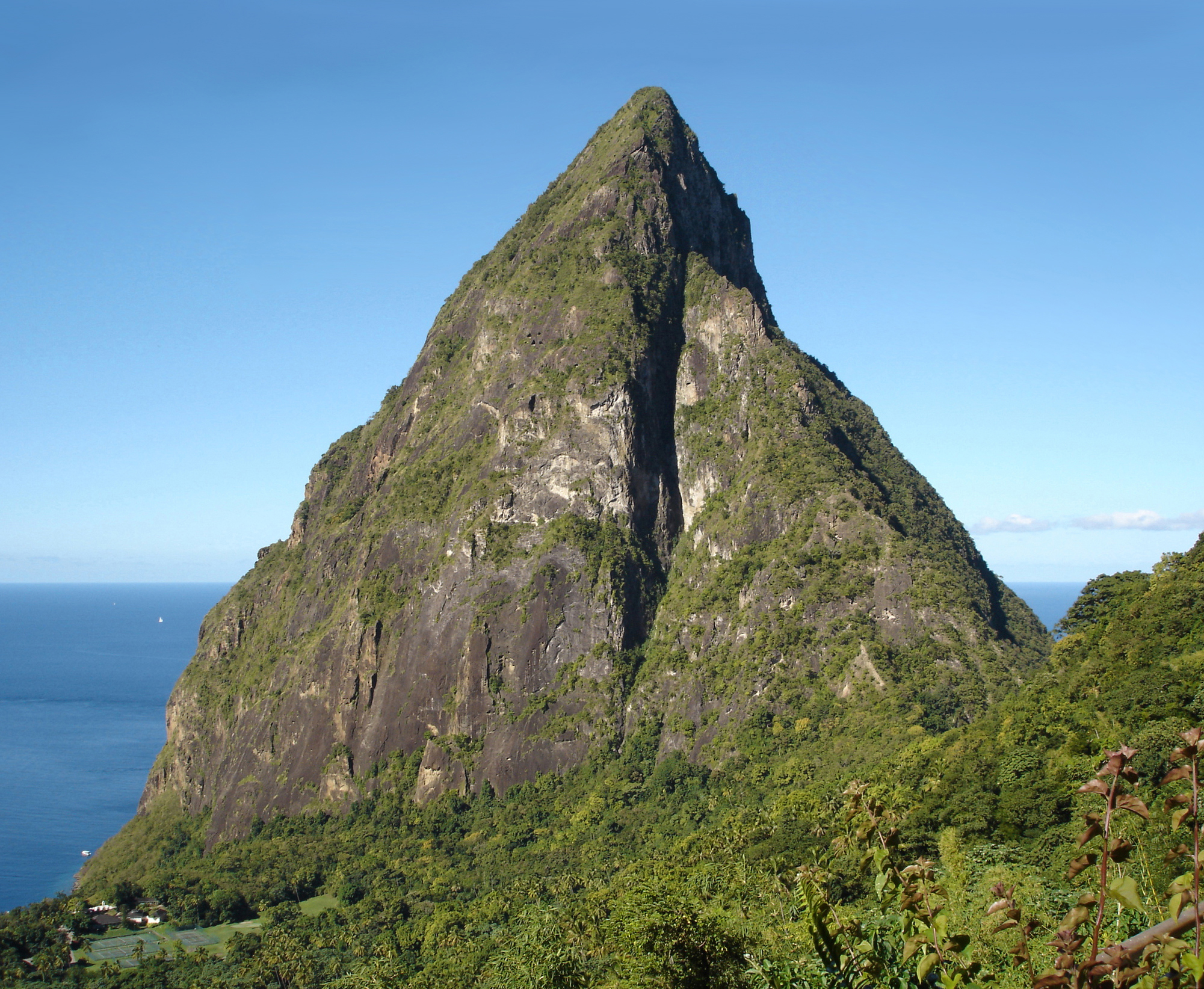
Petit Piton